# Célia Oneto Bensaid
Pour les articles homonymes, voir Bensaid.
Célia Oneto Bensaid, née le 19 septembre 1992 à Paris, est une pianiste classique française.

## Biographie
Née dans une famille d’artistes comédiens, Célia commence le piano à 6 ans. Elle entre au conservatoire à rayonnement régional de Paris quelques années plus tard, avant d'être admise à l’unanimité au Conservatoire national supérieur de musique et de danse de Paris en 2010. Elle y obtient les Masters de piano (classe de Claire Désert), musique de chambre et direction de chant (classe d'Erika Guiomar), accompagnement vocal (classe d'Anne Le Bozec) et accompagnement au piano (classe de Jean-Frédéric Neuburger.
Elle suit également l'enseignement de Rena Cherechevskaïa à l’École normale Alfred Cortot où elle obtient le diplôme supérieur de concertiste.
Elle remporte plusieurs concours internationaux, tels le 1er prix et le prix du public du Concours international Claude Bonneton en 2012, le concours international Francis Poulenc et la fondation Cziffra en 2013, le 3e prix au concours international Gabriel Fauré en 2014 et le prix spécial Henri Dutilleux au concours international Piano Campus en 2015. Elle remporte également le Campus d’Argent, le prix de la Sacem de la meilleure création avec orchestre, ainsi que le prix du magazine Pianiste et du site jejouedupiano.com. Elle est soutenue par la fondation Safran.
Elle forme un duo avec la mezzo-soprano Fiona McGown, qui remporta le Grand Prix du Xe Concours International de mélodie et lied de Gordes. Elle gagne également le prix de la mélodie au concours Nadia et Lili Boulanger avec la soprano Marie-Laure Garnier avec laquelle elle travaille depuis 2011. Elles sont également lauréates de l’academie Orsay-Royaumont et lauréates HSBC du festival lyrique d’Aix-en-Provence.
Elle compte aussi parmi ses partenaires la violoniste Raphaëlle Moreau, la violoncelliste Olivia Gay, la comédienne Olivia Dalric et le ténor Kaëlig Boché.
En 2017 elle est lauréate de la Fondation Banque Populaire et gagne le prix du public de la Société des Arts de Genève. Elle devient aussi dédicataire de plusieurs œuvres de Camille Pépin (Indra, Early Summer Rain), œuvres qu’elle crée sur scène,.
Le 8 février 2018, elle donne la création mondiale, à la Salle Cortot, de la Sonate pour piano n°2 "Appassionata" de Corentin Boissier,, œuvre qu'elle enregistre en studio par la suite.
Cette même année, elle remporte le prix André Boisseaux qui lui permet d’enregistrer son premier disque solo “American Touches”, publié aux Éditions Soupir, consacré aux œuvres des compositeurs américains George Gershwin et Leonard Bernstein, et comprenant ses propres transcriptions d’œuvres orchestrales. Toujours en 2018, elle enregistre, au côté de la violoniste Raphaëlle Moreau, de la violoncelliste Natacha Colmez-Collard, de la mezzo-soprano Fiona McGown et de l'Ensemble Polygones, le premier disque monographique de la compositrice Camille Pépin, intitulé "Chamber Music", qui paraît en février 2019 sur le label NoMadMusic.
En mai 2020, elle enregistre au studio d'enregistrement de l'Orchestre national d'Île-de-France des œuvres de Maurice Ravel, Philip Glass et Camille Pépin, dans le cadre de son deuxième disque solo dont la sortie est prévue en 2021 sur le label NoMadMusic.

## Prix
- 2012 : 1er prix et prix du public - Concours international Claude Bonneton
- 2013 : Lauréate de la Fondation Cziffra
- 2014 : 3e prix au concours international Gabriel Fauré [15]
- 2015 : 2e prix, Prix de la Sacem et trois prix spéciaux au Concours international Piano Campus [16]
- 2017 : Lauréate fondation Banque Populaire [17]
- 2017 : Prix du Public de la Société des Arts de Genève [18]
- 2017 : Prix de la mélodie au concours Nadia et Lili Boulanger en duo avec Marie-Laure Garnier [19]
- 2017 : Grand Prix de la ville de Gordes au concours international de Mélodies en duo avec Fiona McGown
- 2018 : Lauréate HSBC du festival lyrique d'Aix-en-Provence [20]
- 2020 : Lauréate du Trophée K2 dans la catégorie "Musique classique"[21]

## Discographie
- Charlotte Sohy, compositrice de la Belle Epoque : Sonate pour piano, mélodies de la Lande, "Octobre" et trio avec piano avec Marie-Laure Garnier, Héloïse Luzzati, Nikola Nikolov et Xavier Phillips (2022 - La Boîte à Pépites)[22]
- Songs of Hope : mélodies françaises et Negro-spirituals avec Marie-Laure Garnier (2022 - NoMadMusic)[23]
- Metamorphosis  : œuvres pour piano de Philip Glass, Camille Pépin et Maurice Ravel  (2021 – NoMadMusic).
- American Touches : œuvres pour piano et transcriptions d'œuvres orchestrales de George Gershwin et Leonard Bernstein (2018 – Éditions Soupir).
- Le Promenoir des amants : œuvres vocales par Marie-Laure Garnier (soprano) et Célia Oneto Bensaid (piano) (2019 – B Records).
- Chamber Music : disque monographique de Camille Pépin, avec Célia Oneto Bensaid (piano), Raphaëlle Moreau (violon), Natacha Colmez-Collard (violoncelle), Fiona McGown (mezzo-soprano) et l'Ensemble Polygones (2019 – NoMadMusic)[24].
- Origine[s] : disque de musique de chambre avec Olivia Gay (violoncelle) et Basha Slavinska (accordéon) (2019 - Ilona Records)